# Kazelot
Kazelot – singel warszawskiej grupy Kult wydany 5 października 2003 przez wytwórnię fonograficzną S.P. Records.

## Lista utworów
1. „Kazelot”
2. „Kazelot (remiks baj Banan)”
3. „Kazelot (remiks baj D'J Quetzalcoatl)”
4. „Kto nie rozumie – ten nie pofrunie”
5. „Kto nie rozumie – ten nie pofrunie”

Singiel zawiera ukrytą piosenkę „Łączmy się w pary” rapera Aro, pochodzący z jego płyty Cogonieznajom. Refren piosenki pochodzi z piosenki Kultu „Łączmy się w pary, kochajmy się”. Piosenka rozpoczyna się kilkanaście sekund po zakończeniu ostatniego utworu z listy.

## Wykonanie
- utwór „Kazelot”:

słowa: Kazik Staszewski
muzyka: Krzysztof Banasik
- utwór „Kto nie rozumie – ten nie pofrunie”:

słowa: Kazik Staszewski, Adam Mickiewicz
muzyka: Krzysztof Banasik, Kazik Staszewski